# 托洛沙酮
托洛沙酮（INN：toloxatone）是一种抗抑郁药，由赛诺菲安万特于1984年在法国上市，用于治疗抑郁症。该药于2002年停产。它是选择性的MAO-A可逆抑制剂（RIMA）。

## 合成
它可以缩水甘油（1)和3-甲基苯胺（2）为原料经多步反应制得。